# スルターン (ムガル皇子)
スルターン（Sultan, 1639年12月29日 - 1676年12月14日）は、北インド、ムガル帝国の第6代皇帝アウラングゼーブの長男。母はナワーブ・バーイー。第7代皇帝バハードゥル・シャー1世の兄でもある。しばしば全名のムハンマド・スルターン（Muhammad Sultan）の名で呼ばれる。

## 生涯
1639年12月29日、ムガル帝国の皇帝（まだ皇帝ではない）アウラングゼーブとその妃ナワーブ・バーイーとの間に生まれた。
1656年4月、スルターンはゴールコンダ王国の君主アブドゥッラー・クトゥブ・シャーの娘パードシャー・ビービーと結婚した。
1657年9月、祖父である皇帝シャー・ジャハーンが重病となり、父アウウラングゼーブを含む4人の皇子が争うことになると、スルターンは叔父のシャー・シュジャーに味方した。
1659年6月には、スルターンはシャー・シュジャーの軍総司令官と首席顧問に任命され、彼の娘グルルフ・バーヌー・ベーグムと結婚した。
1660年2月20日、スルターンはアウラングゼーブのもとへと戻ったが、5月8日にサリームガル城へと投獄された。
1661年1月14日、アウラングゼーブの命により、スルターンはサリームガル城からグワーリヤル城へと移送された。
1672年12月、スルターンはグワーリヤル城からサリームガル城へと再び移送され、1676年12月14日に幽閉中のまま死亡した。